# Мечеть Хала Султан Текке
Мечеть Хала Султан Текке (греч. Τεκές Χαλά Σουλτάνας, тур. Hala Sultan Tekkesi) — мечеть в Ларнаке.

## Архитектура

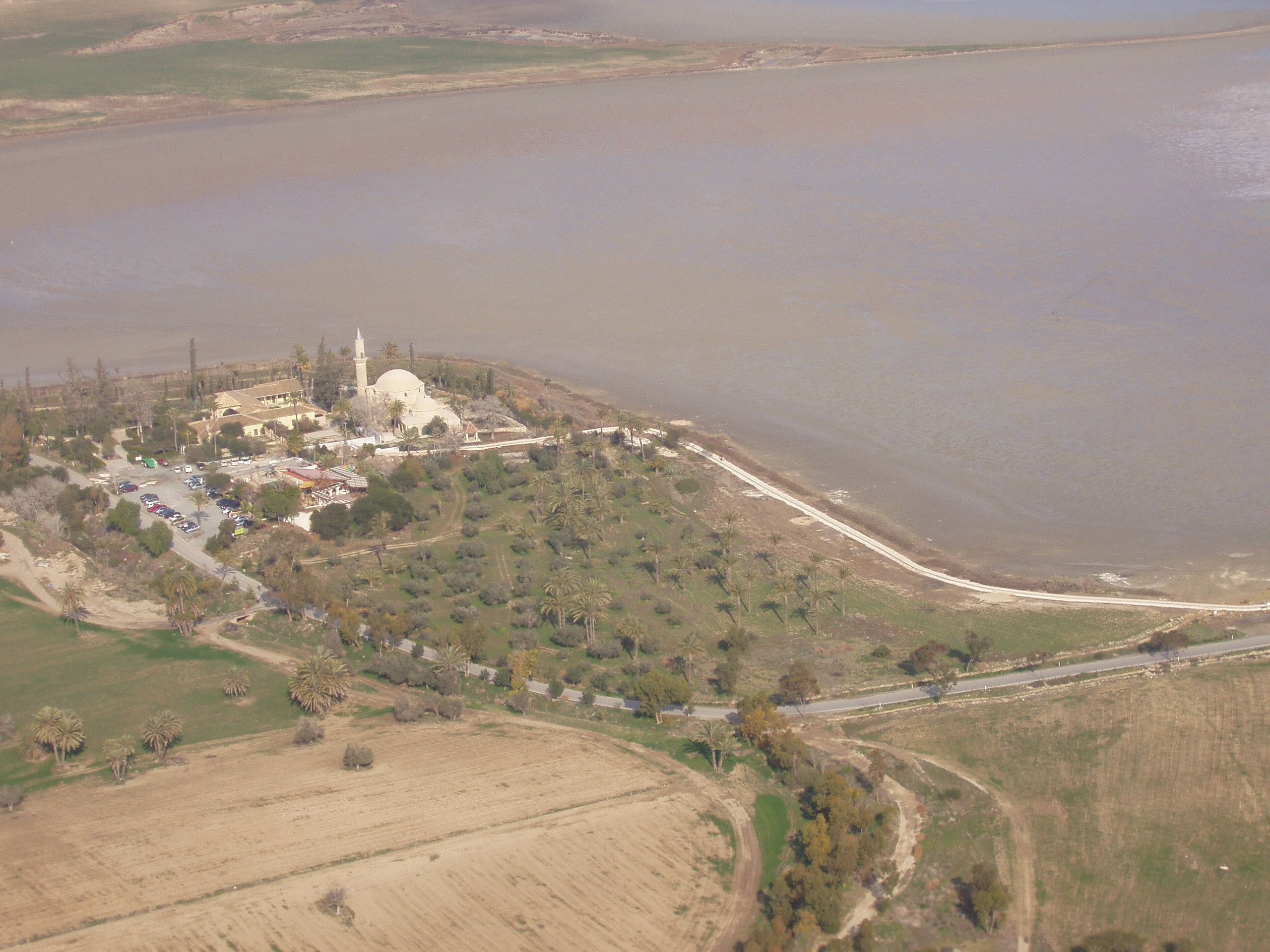
Вид с высоты птичьего полёта на комплекс Хала Султан Текке

В состав архитектурного комплекса Хала Султан Текке входят мечеть, мавзолей, минарет и жилые постройки (женские и мужские) для служащих и паломников-дервишей (бывших обитателей).
К востоку от здания мечети во время строительных работ были обнаружены фрагменты поселения, датируемые бронзовым веком. Среди археологических находок следует отметить керамику микенского периода, предметы из слоновой кости и скипетр в форме лотоса. В 1978 году неподалёку от Хала Султан Текке был обнаружен клад с 23 предметами из чистого золота. Найденные ценности выставлены в турецком форте в Ларнаке.
На втором этаже расположено специально отгороженное отделение, предназначенное для женщин. Раньше существовала отдельная лестница, ведущая прямо с улицы в женскую часть. Но сейчас мусульманки заходят в мечеть через центральный вход вместе с мужчинами и затем поднимаются в отведённое для них место.
Слева от входа в сад, украшенного арабской надписью начала XIX века, стоит один гостевой дом строго для мужчин, а справа — другой, разделенный надвое — для мужчин и женщин. В восточной части самой обители расположено кладбище турецких губернаторов Ларнаки и всего Кипра.
Мечеть реставрировалась в 1959 году.
В настоящее время мечеть используется для проведения пятничных молитв и в большие мусульманские праздники.
Рядом с мечетью находится гробница Умм Харам, которая являлась сподвижницей исламского пророка Мухаммеда.